# De Ficquelmont

Geslachtswapen (Nederland, 1822)

De Ficquelmont (ook: de Ficquelmont de Vyle) was een Nederlandse, later ook Belgische adellijke familie die in 1991 uitstierf.

## Geschiedenis
De stamreeks begint met Henri de Ficquelmont, heer van Curcy, ridder die voor 12 september 1386 overleed. Zijn nakomeling Florimond (1763-1838) werd in 1816 benoemd in de ridderschap van Luik met de titel van graaf op allen. Zijn broer Jean (1753-1833) werd in 1822 erkend te behoren tot de Nederlandse adel met de titel van graaf bij eerstgeboorte. In 1885 werd een tak opgenomen in de Belgische adel. Met Ghislaine gravin de Ficquelmont stierf het geslacht in 1991 uit.

## Enkele telgen

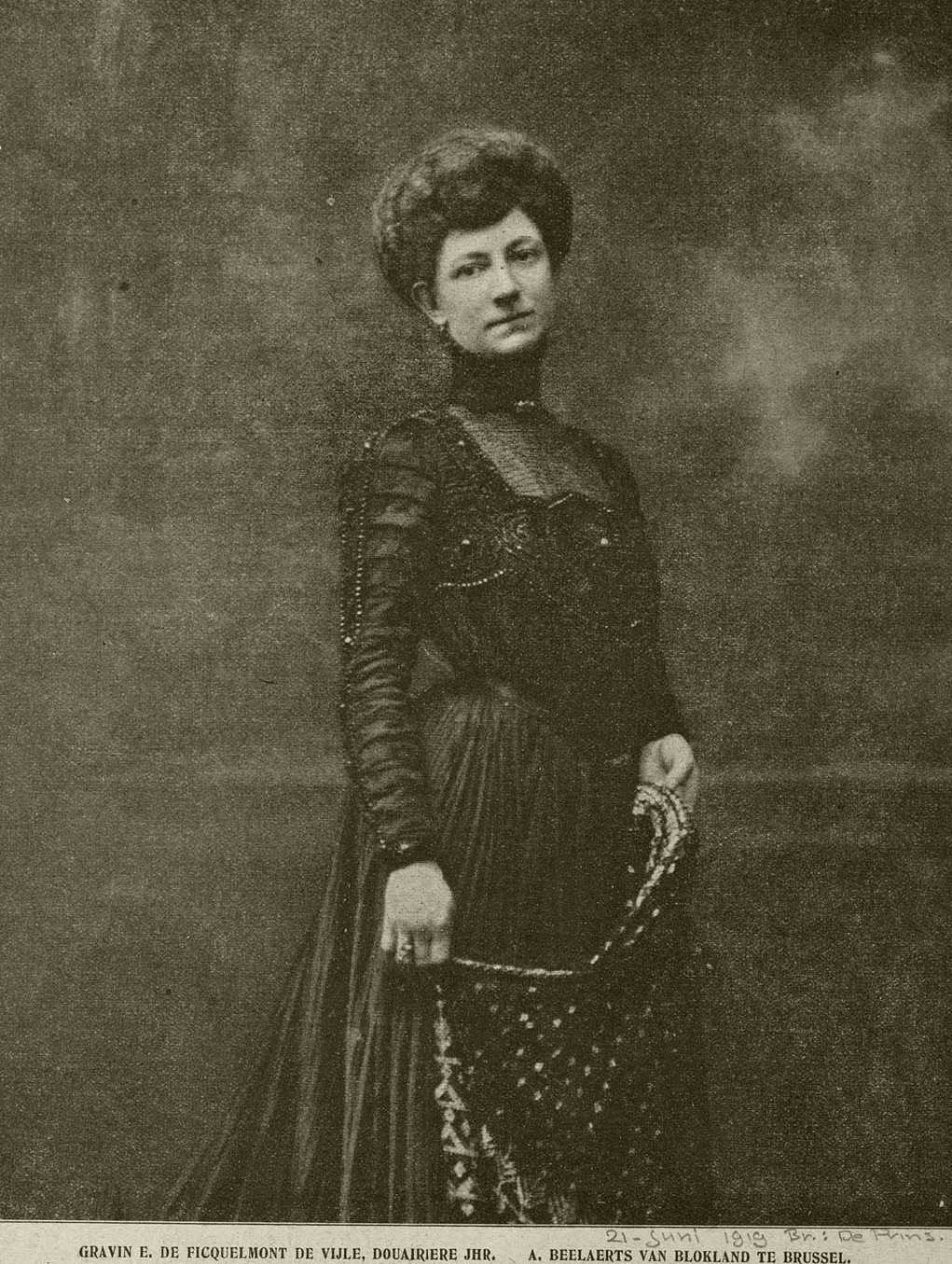
Eugénie de Ficquelmont de Vyle (1870-1934), 1919

Charles Joseph Jacques graaf de Ficquelmont, luitenant-kolonel in Oostenrijkse dienst
- Jean Népomucène Ignace Charles Antoine graaf de Ficquelmont (1753-1833), commandant van Spa, erkend te behoren tot de Nederlandse adel met de titel van graaf bij eerstgeboorte
  - jhr. Florimond Frédéric Maximilien Ghislain de Ficquelmont (1800-1876), majoor artillerie, ridder in de Militaire Willems-Orde
- Florimond Jospeh Alix Ignace graaf de Ficquelmont (1763-1818), luitenant-kolonel in Oostenrijkse dienst, in 1816 benoemd in de ridderschap van Luik met de titel van graaf op allen
  - Emile Charles Florimond Gabriel Ghislain graaf de Ficquelmont (1796-1838), kapitein
    - Emile Alphonse Victor graaf de Ficquelmont (1826-1860), kapitein
    - Charles Joseph graaf de Ficquelmont de Vyle (1834-1906), nam in 1884 de Belgische nationaliteit aan en werd in 1885 erkend te behoren tot de Belgische adel
      - Eugénie Thérese Constance gravin de Ficquelmont de Vyle (1870-1934); trouwde in 1896 met jhr. Willem Anne Beelaerts van Blokland (1837-1907), officier; trouwde in 1910 (echtscheiding 1913) met Louis Paul Marie Joseph Stellingwerff (1855-1927), eerste advocaat-generaal bij het Hof van Beroep van Luik
      - Alphonse François Florimond graaf de Ficquelmont de Vyle (1875-1936)
        - Ghislaine Marie Raoule Hélène gravin de Ficquelmont de Vyle (1911-1991), laatste telg van het (Nederlandse en) Belgische adellijke geslacht